# Maryam Yahaya
Maryam Yahaya es una actriz de cine nigeriana. Obtuvo reconocimiento por protagonizar Taraddadi, una película dirigida por Elnass Ajenda. Por su papel, fue nominada como actriz más prometedora en los City People Entertainment Awards en 2017. También fue nominada como mejor actriz en los City People Entertainment Awards 2018.

## Carrera
Interesada en actuar desde su infancia, se inspiró en la mayoría de las películas hausa que vio. Debutó en la película Gidan Abinci, seguida de Barauniya y Tabo donde interpretó un papel menor. Obtuvo fama después de su actuación protagónica en Mansoor, un personaje originalmente destinado a Bilkisu Shema, una película  dirigida por Ali Nuhu.

## Filmografía
| Título          | Año  |
| --------------- | ---- |
| Gidan Abinci    | 2016 |
| Barauniya       | 2016 |
| Tabú            | 2017 |
| Mijin Yarinya   | 2017 |
| Mansoor         | 2017 |
| Mariya          | 2018 |
| Wutar Kara      | 2018 |
| Jummai Ko Larai | 2018 |
| Matan Zamani    | 2018 |
| Hafiz           | 2018 |
| Gidan Kashe Awo | 2018 |
| Gurguwa         | 2018 |
| Mujadala        | 2018 |
| Sareenah        | 2019 |